# Triumph GT6
Triumph GT6 är en sportbil, tillverkad av den brittiska biltillverkaren Triumph mellan juli 1966 och december 1973.

## GT6
Triumph konkurrerade framgångsrikt med MG på sextiotalet. Den lilla Spitfiren sålde bättre än MG:s motsvarande Midget och TR4:an höll ställningarna mot MGB. Däremot saknades en modell som kunde möta den täckta MGB GT. Detta löstes genom att ta fram en coupé-version av Spitfiren. Giovanni Michelotti ritade karossen, men den var för tung för att den lilla Spitfire-motorn skulle kunna ge anständiga prestanda. Därför beslutade man att använda den sexcylindriga motorn från 2000-modellen.
Den färdiga bilen gick i produktion i juli 1966. Liksom MGB:n och Jaguar E-type hade den en stor halvkombi-liknande baklucka. Interiören var betydligt mer påkostad än den spartanska Spitfire. GT6:an kunde beställas med ett litet baksäte, men utrymmet var minst sagt begränsat. 
GT6:an ansågs ha bra prestanda med en smidig och bränslesnål motor. Nackdelarna rörde återigen den enkla pendelaxeln bak. Om den gav otäck överstyrning i Spitfiren, blev den nästintill farlig i den starka GT6. Kritiken var hård, framför allt på den viktiga USA-marknaden.
Produktionen uppgick till 13 753 exemplar.

## GT6 Mk II
Mark II-versionen från juli 1968 fick en modifierad bakvagnsupphängning, som tog bort den värsta överstyrningen. Bilen hade även en ny front med högre monterad stötfångare, för att klara nya säkerhetsnormer. Andra modifieringar inkluderade en starkare motor och ny instrumentbräda.
Produktionen uppgick till 14 131 exemplar.

## GT6 Mk III
Den sista utvecklingen av bilen kom i oktober 1970. Bak och frampartiet hade ritats om i stil med Spitfire Mark IV.
GT6:an blev aldrig den succé som Triumph hoppats på och sålde långt sämre än MGB GT. Produktionen upphörde i december 1973 och Mk III-modellen byggdes i 13 042 exemplar.

## Motor
Den sexcylindriga motorn hämtades från den stora 2000-modellen och delades även med systervagnen Vitesse.
| Modell    | Motor              | Cylindervolym | Effekt | Bränslesystem                     |
| --------- | ------------------ | ------------- | ------ | --------------------------------- |
| Mk I      | 6-cyl radmotor ohv | 1998 cm³      | 95 hk  | Dubbla Stromberg CD-150 förgasare |
| Mk II-III | 6-cyl radmotor ohv | 1998 cm³      | 104 hk | Dubbla Stromberg CD-150 förgasare |